# Cortodera flavimana
Коротунка жовторука (лат. Cortodera flavimana Waltl, 1838) — вид жуків з родини Скрипунових.

## Поширення
В Україні Коротунка жовторука поширена у пониззі Дністра.